# Periaeschna magdalena
Periaeschna magdalena – gatunek ważki z rodziny żagnicowatych (Aeshnidae).